# Nokia
Nokia Corporation (фин. Nokia Oyj [ˈno̞k̟iɑ̝]) — финская транснациональная компания, производитель телекоммуникационного оборудования для мобильных, фиксированных, широкополосных и IP-сетей. В 1990-е годы и в первом десятилетии XXI в. доминировала на мировом рынке мобильных телефонов, однако после 2010 года значение резко снизилось.
По состоянию на начало 2013 года в компании работало немногим менее 100 тысяч сотрудников, в конце 2000-х число сотрудников доходило до 132 тыс. человек. Продукция компании продаётся более чем в 150 странах мира. В 2012 году утратила первое место на рынке мобильных телефонов, уступив первое место Samsung с долей 19 % против 22 %.
В 2011—2012 годах в условиях утери доли рынка начала активно сотрудничать с Microsoft, по сути, отказавшись от поддержки своей собственной операционной системы для мобильных устройств Symbian и развития операционной системы MeeGo, перейдя на платформу Windows Phone; осенью 2013 года продала свой мобильный бизнес Microsoft за 5,44 млрд €. В апреле 2015 года был подписан договор о намерениях с Alcatel-Lucent, согласно которому, эта компания будет приобретена за 15,6 млрд $. В мае 2016 года объявила о сотрудничестве с независимой компанией HMD Global, начавшей производить телефоны и планшеты под брендом Nokia. По состоянию на конец 2010-х годов одним из основных направлений деятельности стала разработка следующего поколения стандартов для сетей подвижной связи 5G и их тестирование на сетях действующих операторов связи.
Штаб-квартира компании находится в Эспоо, городе-спутнике Хельсинки.

## Происхождение названия
Компания получила имя по названию города Нокиа, который расположен в Финляндии на берегу реки Нокианвирта, где Фредрик Идестам построил в 1868 году свою вторую бумажную фабрику. Название Nokia Ab компании было дано в 1871 году.
Название самой реки, как считается, происходит от старинного финского слова nois (множественное число — nokia), обозначавшее чёрного соболя, который когда-то водился в тех местах. Когда соболь исчез, это слово стало обозначать любого зверя с чёрным мехом, например, куницу или норку.

## История
Началом истории компании считается 1865 год, когда горный инженер Фредерик Идестам (фин. Knut Fredrik Idestam) основал в Таммерфорсе (ныне Тампере), на юго-западе Финляндии, небольшую бумажную фабрику. Принадлежащая ему компания была в 1871 году переименована в Nokia Ab.
В конце XIX века планы сооснователя компании Леопольда Мехелина расширить бизнес до выработки электроэнергии и производства кабелей расходились с идеями Идестама. В 1896 году Идестам отошёл от управления Nokia Ab, и занявший место президента компании Мехелин смог протолкнуть свою идею акционерам. В 1902 году выработка электроэнергии стала одним из видов деятельности компании Nokia Ab.
Основанная в 1898 году компания по производству резиновых изделий Finnish Rubber Works в 1922 году получила контроль над компанией Nokia Ab и над основанной в 1912 году компанией по производству кабелей Finnish Cable Works, а в 1967 году произошло официальное слияние этих трёх компаний в одну. Чтобы эта операция удовлетворяла тогдашнему финскому законодательству, формально Finnish Rubber Works и Finnish Cable Works влились в Nokia Ab, самую маленькую из всех трёх.
Объединённая компания имела пять основных видов деятельности: производство резиновых изделий (современная компания Nokian), кабелей и электроники, переработка древесины и выработка электроэнергии. С годами к ним добавилось несколько второстепенных, например, производство охотничьих ружей, пластиков и химических материалов.
Новая компания занималась различным производством, создавая в какой-то период бумажную продукцию, автомобильные и велосипедные покрышки, обувь, различные кабели, телевизоры и другую бытовую технику, персональные компьютеры, электрические генераторы, робототехнику, конденсаторы, военные средства связи и экипировку (например, шифровальный текстовый коммуникатор Sanomalaite M/90 и противогаз M61 для финской армии), пластмассу, алюминий и химикаты. Каждое производство имело собственного директора, который отчитывался первому президенту Nokia Corporation, Бьёрну Вестерлунду. Как президент Finnish Cable Works он отвечал за создание и организацию в 1960 году первого отдела по электронике в компании, инвестируя в телекоммуникационное будущее Nokia.
С начала 1980-х годов компания начала активно развивать разработку и производство электроники, чему способствовала покупка ряда электронных компаний. В 1987 году основным бизнесом компании становится бытовая электроника, в частности, фирма стала третьим по величине производителем телевизоров в Европе.
В конце 1980-х компания попала в кризисное состояние, чему способствовал общий спад мировой экономики. Кризис был преодолён реструктуризацией бизнеса, отказом от большинства видов деятельности и фокусировкой на новых технологиях — в частности, развитием телекоммуникационного подразделения.
Как отдельная компания в 1988 году из компании была выделена Nokian Renkaat, которая с 1967 года являлась её «резиновым» подразделением, с этого момента Nokian Renkaat не имеет никакого отношения к Nokia.
В 1960 году AT&T разрабатывает первый коммерческий модем, а в 1963 году компания Bell System выпускает первый радиотелефон. Однако в отрасли по-прежнему царит консерватизм, повсеместно используются электромеханические и аналоговые коммутаторы, и никто не думает о переходе на «цифру». Тем не менее, компания делает смелый ход и разрабатывает цифровой коммутатор на основе импульсно-кодовой модуляции. В 1969 году Nokia становится первой компанией, которая выпускает аппаратуру передачи с ИКМ, отвечающую стандартам Международного консультативного комитета по телеграфии и телефонии. Вступая в цифровую эпоху раньше всех, Nokia делает самое важное стратегическое решение за свою историю. В 1970-х годах выпущен цифровой коммутатор Nokia DX 200 для автоматических телефонных станций, благодаря чему компания с успехом выходит на телекоммуникационный рынок. Универсальность устройства и гибкость его архитектуры позволила компании производить на его основе различные коммуникационные устройства.

### Участие в GSM
Технологии, предшествующие мобильным сотовым системам, являлись различными «0G» досотовыми мобильными радиотелефонными стандартами. Компания создавала коммерческие и военные технологии мобильной радиосвязи начиная с 1960-х годов, хотя эта часть компании была продана немногим ранее последующей рационализации компании. Начиная с 1964 года Nokia совместно с Salora разрабатывала высокочастотное радиовещание. Спустя два года компании начали разрабатывать ARP — один из первых стандартов сотовой связи, который использовался в автомобильном радиотелефоне Autoradiopuhelin и обслуживал первую коммерческую сотовую сеть в Финляндии. Сеть была запущена в 1971 году и спустя 7 лет покрывала всю территорию страны.
В результате объединения Nokia и Salora в 1979 году появилась компания Mobira Oy. Mobira занималась разработкой мобильных телефонов для работы в мобильной сети стандарта Nordic Mobile Telephone — первой полностью автоматизированной сети сотовой связи первого поколения, запущенной в 1981 году. В 1982 году Mobira представила первый автомобильный телефон Mobira Senator для сетей стандарта NMT-450.
В 1984 году Nokia приобрела Salora Oy и, получив 100 % компании, переименовала своё телекоммуникационное подразделение в Nokia-Mobira. В 1984 году компания выпустила Mobira Talkman — один из первых переносных телефонов, вес которого составлял 4,7 кг. В 1987 году компания представила телефон Mobira Cityman 900 — телефон для работы в сетях стандарта NMT-900, который уже можно было носить в руке (вес составлял 760 граммов). Аккумулятор телефона заряжался почти 4 часа и обеспечивал 50 минут разговора. Mobira Cityman 900 стоил 24 тыс. финских марок (приблизительно 4560 евро), но несмотря на высокую стоимость, телефон пользовался большим спросом среди бизнесменов, для которых владение новым устройством являлось признаком состоятельности.
Мобильные телефоны Nokia стали крайне популярны в 1987 году, когда была сделана фотография Михаила Горбачёва, звонящего из Финляндии министру связи в Москве по телефону Mobira Cityman. После этого снимка этот телефон стали называть «Горба».
В 1988 году Йорма Ниеминен ушёл с поста исполнительного директора Nokia-Mobira и вместе с двумя коллегами создал компанию Benefon Oy. Спустя год Nokia-Mobira была переименована в Nokia Mobile Phones.
В 1989 году компания продала финскому оператору Radiolinja оборудование для сети GSM, а в 1992 году выпустила свой первый ручной GSM-телефон Nokia 1011.
Первый в мире телефонный звонок с использованием оборудования фирмы Nokia состоялся 1 июля 1991 года в Хельсинки. Этот исторический звонок совершил премьер-министр Финляндии Харри Холкери через GSM-сеть производства компании Nokia через прототип GSM-телефона Nokia. В 1992 году компания выпустила первый GSM-телефон в мире — Nokia 1011. Номер модели соответствовал дате запуска телефона — 10 ноября (10.11). В телефоне Nokia 1011 не было фирменного рингтона Nokia tune — впервые он появился в 1994 году в телефонах серии Nokia 2110.
В 1992 году рекламным слоганом компании стала фраза «Соединяя людей» (англ. Connecting people).

### Персональные компьютеры и IT-оборудование
В 1980-х компьютерное подразделение Nokia Data занималось производством персональных компьютеров MikroMikko. С помощью выпуска этого компьютера подразделение пыталось выйти на рынок бизнес-ПК. Первая модель в линейке компьютеров MikroMikko 1 была выпущена 29 сентября 1981 года, то есть примерно во время выпуска IBM PC. Однако в 1991 году компьютерное подразделение было продано британской International Computers Limited, которое позднее было продано компании Fujitsu. В продаже линейка компьютеров MikroMikko продвигалась Fujitsu под маркой ErgoPro.
Позднее Fujitsu перевела своё компьютерное производство в Fujitsu Siemens Computers, которая закрыла единственный завод в финском городе Эспоо (в районе Кило, где компьютеры производились с 1960-х) в марте 2000 года, прекратив таким образом широкомасштабное производство компьютеров в стране. Также компания была известна ЭЛТ- и жидкокристаллическими мониторами под маркой Nokia, этот бизнес был продан в 2000 году компании ViewSonic[уточнить]. Помимо компьютеров и мониторов Nokia занималась производством DSL-модемов и ресиверов цифрового телевидения.
В 1992 году новый генеральный директор Йорма Оллила принял ключевое стратегическое решение: сосредоточиться исключительно на телекоммуникационном бизнесе. В 1994 году президент Nokia Йорма Оллила окончательно сформулировал стратегию компании: отказ от старого бизнеса и фокус на телекоммуникационных технологиях. Эта стратегия позволила компании стать крупнейшим в мире производителем сотовых телефонов: доля рынка Nokia на конец 2009 года оценивалась в 39 %.
Ещё в 1991 году более четверти товарооборота Nokia приходилось на продажи в Финляндии. Однако после стратегического решения 1992 года продажи компании резко увеличились в Северной и Южной Америке и Азии. Взрывная мировая популярность мобильных телефонов вызвала кризис логистики в середине 1990-х. Это вынудило компанию поменять всю инфраструктуру логистики. К 1998 году, благодаря сосредоточению на телекоммуникациях и ранним инвестициям в GSM, Nokia стала самым крупным производителем мобильных телефонов в мире. С 1996 по 2001 год товарооборот[уточнить] вырос с 6,5 до 31 млрд евро. Отлаженная логистика компании была одним из основных преимуществ Nokia над конкурентами.
В 2004 году компания выпустила крайне успешный собственный первый телефон с сенсорным экраном — Nokia 7710.
В мае 2007 года компания объявила о том, что продала более 200 млн телефонов Nokia 1100, поступивших в продажу в 2003 году. Это был одновременно и самый продаваемый телефон, и самое продаваемое электронное устройство за всё время. В ноябре того же года Nokia выпустила Nokia N82 — первый телефон N-серии с ксеноновой вспышкой.
На конференции Nokia World в декабре 2007 года компания объявила о программе «Comes with Music»: покупатели телефонов Nokia получали возможность бесплатно загружать музыку в течение одного года. Во второй половине 2008 года сервис стал доступен по подписке.
В апреле 2008 года Nokia Productions в сотрудничестве с режиссёром Спайком Ли начала снимать фильм на основе пользовательского контента — это был первый фильм, снятый на мобильные телефоны. Премьера состоялась в октябре 2008 года, спустя полгода после старта проекта.
В 2008 году компанией Nokia был выпущен смартфон Nokia 5800 Xpress Music на базе Symbian OS 9.4, s60 5th edition. Смартфон был оснащён процессором ARM 11 Texas Instruments с тактовой частотой 369 МГц, после обновления ПО 434 МГц, так же Nokia 5800 имел 128 мб оперативной памяти и карту памяти на 8 гб в комплекте.
В том же году был выпущен смартфон Nokia E71, призванный соперничать с телефонами BlackBerry компании Research in Motion, имеющими полноценную физическую qwerty-клавиатуру. Устройство продавалось по цене ниже, чем у конкурентов. В августе 2009 года компания сообщила, что осваивает выпуск нетбука с установленной операционной системой Windows — Nokia Booklet 3G.
2 сентября 2009 года Nokia выпустила два новых телефона, предназначенных для прослушивания музыки и использования социальных сетей — Nokia X6 и Nokia X3. Nokia X6 выделялась встроенной памятью ёмкостью 32 Гб, сенсорным экраном с диагональю в 3,2" и аккумулятором, способным проигрывать музыку в течение 35 часов. Nokia X3, музыкальный телефон со стереодинамиками, встроенным FM-радио и 3,2-мегапиксельной камерой, был первым устройством на базе S40 с поддержкой магазина Ovi Store. 10 сентября 2009 года Nokia представила новый телефон квадратной формы с выдвигающейся qwerty-клавиатурой — Nokia 7705 Twist. Телефон, эксклюзивно распространяющийся через Verizon Wireless, имел 3-мегапиксельную камеру, браузер, голосовые команды и весил всего 98 граммов.
23 сентября 2010 года компания выпустила Nokia N8 — флагманский смартфон 2010 года с самой совершенной на то время камерой (12 мегапикселей с физическим размером матрицы в 1/1,83″) на рынке. Смартфон собрал самое большое количество предзаказов за всю историю компании.
В конце 2011 года Nokia выпустила линейку бюджетных телефонов Asha на платформе Series 40, выгодно отличающихся расширенными мультимедийными функциями, ранее недоступными в этой ценовой категории.
22 октября 2013 года Nokia представила в Абу-Даби свой первый планшетный компьютер — Nokia Lumia 2520.
18 ноября 2014 года Nokia, впервые после продажи мобильного подразделения, представила планшет — Nokia N1.

### Приобретения
22 сентября 2003 года компания приобрела Sega.com, подразделение Sega, на базе технологий которого создан игровой телефон Nokia N-Gage, а впоследствии — платформа N-Gage.
16 ноября 2005 года начался процесс приобретения компании Intellisync, поставщика данных и разработчика программного обеспечения для синхронизации персональных данных, окончательно сделка была завершена 10 февраля 2006 года.
8 августа 2006 года Nokia объявила о покупке интернет-дистрибьютора музыки Loudeye Corporation почти за 60 млн $. 29 августа 2007 года Nokia запускает музыкальный сервис Nokia Music Store, основанный на технологиях приобретённой компании.
В июле 2007 года Nokia приобретает все активы компании Twango, предоставляющей готовые решения для организации и обмена фотографий, видео и других личных мультимедиа-данных.
В сентябре 2007 года Nokia объявляет о своих намерениях купить Enpocket, компанию-поставщика технологий и сервисов для мобильной рекламы.
В октябре 2007 года компания объявила о покупке компании Navteq (78 $ за каждую акцию). Компания специализировалась на поставке цифровых топографических карт и сопутствующей информации для автомобильных навигационных систем, мобильных телефонов, специальных интернет-сервисов, правительственных и частных организаций.
24 июля 2009 года Nokia анонсировала покупку немецкой частной компании Cellity, занимающейся разработкой различных мобильных сервисов. Окончательно сделка была завершена 5 августа 2009 года.
11 сентября 2009 года Nokia объявила о приобретении американской частной компании Plum Ventures с десятком сотрудников, занимавшихся облачными решениями для общения. С помощью Plum Nokia рассчитывала улучшить свои геолокационные сервисы.
28 марта 2010 года Nokia приобрела компанию Novarra, разрабатывавшую собственный мобильный веб-браузер и сервисную платформу.
10 апреля 2010 года Nokia объявила о приобретении MetaCarta — поисковый сервис, основанный на геолокации. Nokia планировала использовать разработки компании в своих геолокационных сервисах.

### Слияния и поглощения
19 июня 2006 года Nokia и Siemens объявили о слиянии своего бизнеса в сфере сетевого оборудования для мобильной и фиксированной телефонной связи с целью создания одного из крупнейших в мире предприятия по созданию сетевого оборудования — Nokia Siemens Networks.
В 2008 году были приобретены компании Trolltech (разработчик библиотеки Qt) и Symbian Ltd. (позднее была преобразована в Symbian Foundation).
15 апреля 2015 года было объявлено о том, что подписан договор о намерениях с англо-французской Alcatel-Lucent, согласно которому финская компания приобретает эту компанию. Планировалось, что Nokia приобретёт полностью пакет акций Alcatel-Lucent. Оплата будет произведена акциями Nokia, за каждую ценную бумагу Alcatel-Lucent инвесторы получат 0,55 ценной бумаги Nokia. Стоимость сделки составила 15,6 млрд долларов; её завершение было запланировано в первой половине 2016 года. После завершения сделки компания будет называться Nokia, а её штаб-квартира по-прежнему будет располагаться в Хельсинки (в Эспоо), прежним останется и высшее руководство Nokia. После завершения сделки Nokia, по предварительной оценке, займёт второе место на европейском рынке телекоммуникационного оборудования с долей 35 %, лишь немного отставая от Ericsson (40 %). По мнению исполнительного директора Nokia Раджива Сури, это приобретение принесёт Nokia множество преимуществ, при этом положительный эффект от сделки будет ощутим и в ближайшей перспективе, и, в ещё большей степени, через пять-семь лет. 24 июля 2015 года сделка была одобрена Европейской комиссией. По мнению Еврокомиссии, в результате сделки ситуация в области конкуренции не ухудшится, поскольку стороны не являются близкими конкурентами.
26 апреля 2016 года появилась информация о том, что Nokia приобретает французскую компанию Withings — производителя умных часов и медицинского оборудования за 170 млн евро.

### Перемещение производства
5 мая 2000 года компания открыла в венгерском городе Комароме собственную фабрику по производству телефонов.
В марте 2007 года был подписан меморандум с советом румынского жудеца Клуж для открытия новой фабрики в коммуне Жуку. Такое перемещение производства из немецкого Бохума в Румынию вызвало волнения в Германии. В феврале 2011 года переместила свою североамериканскую штаб-квартиру в калифорнийский Саннивейл.
Осенью 2012 года завод в финском городе Сало был полностью закрыт. Переговоры по сокращению персонала затронули 780 работников предприятия. Последний мобильный телефон сошёл с производственного конвейера в Сало 25 июля. Таким образом все производственные мощности мобильного сектора компании с 2012 года сосредоточились только в странах Азии.

### Преобразования и продажа мобильного бизнеса
В апреле 2003 года проблемы в подразделении по сетевому оборудованию привели к тому, что корпорация прибегла к организационной перестройке и даже увольнениям. Это ухудшило имидж компании в Финляндии и спровоцировало ряд судебных исков.
В феврале 2006 года Nokia и Sanyo объявили меморандум взаимопонимания для создания совместной деятельности в сфере бизнес-телефонов в стандарте CDMA. Однако через полгода обе компании оставили эту идею. Nokia также решила прекратить исследования в области CDMA, продолжая выпускать бизнес-телефоны CDMA для определённых рынков.
В июне 2006 года Йорма Оллила покинул пост исполнительного директора корпорации, уйдя на должность председателя Royal Dutch Shell. Освободившееся рабочее место занял Олли-Пекка Калласвуо.
В мае 2008 года на ежегодном собрании акционеров было объявлено о решении, помимо своей основной деятельности, заниматься ещё и интернет-бизнесом. Google, Apple и Microsoft, по сути, не являлись прямыми конкурентами нового образа Nokia, однако они всё равно считались важнейшими игроками, с которыми придётся считаться.
В ноябре 2008 года сообщено о прекращении дистрибуции мобильных телефонов в Японии. В декабре поставки Nokia E71 от NTT DoCoMo и SoftBank Mobile были отменены, однако Nokia Japan сохранила все свои глобальные проекты исследований и разработки.

#### Под руководством Стивена Элопа
В сентябре 2010 года Олли-Пекку Калласвуо на посту генерального директора Nokia сменил Стивен Элоп из Microsoft. Вскоре основной операционной системой на устройствах Nokia стала Windows Phone.
В феврале 2011 года работа над проектом MeeGo была прекращена. Разработчики MeeGo покинули Nokia и основали компанию Jolla, выпустившую одноимённый смартфон Jolla как продолжатель N900, и частично открытую ОС Sailfish OS на основе Mer и свободных компонентов MeeGo.
В декабре 2012 года руководство компании приняло решение продать свою штаб-квартиру компании Exilion Capital за €170 млн и взять её же в аренду в рамках политики высшего руководства по избавлению от непрофильных активов.

#### Продажа мобильного бизнеса корпорации Microsoft
3 сентября 2013 года компания Microsoft объявила о покупке подразделения мобильных телефонов Nokia и патентов, связанных с ними.
Цена покупки была названа журналистами «шокирующе низкой» — бизнес Nokia по производству мобильных устройств был оценён в 5 млрд долларов, ещё 2,18 млрд долларов,  предполагалось, что Microsoft заплатит за патенты, принадлежащие финской компании.
19 ноября на экстренном собрании акционеров Nokia прошло голосование, где около 90 % инвесторов одобрили решение совета директоров.
В связи с этим в Китае прошла демонстрация протеста.
Планировалось, что сделка по продаже мобильного бизнеса будет закрыта в марте 2014 года, однако произошло это только 25 апреля.
Microsoft начала постепенный отказ от использования бренда Nokia для своих смартфонов и мобильных телефонов, производимых купленным у финской компании мобильным подразделением. На смену бренду Nokia официально пришёл бренд Microsoft Lumia.

#### Возвращение к мобильному бизнесу
В июле 2015 года Раджив Сури — генеральный директор Nokia — объявил, что компания собирается выпустить собственные смартфоны уже в 2016 году.
18 мая 2016 года появилась информация о том, что компания Microsoft объявила о продаже подразделения, отвечающего за выпуск мобильных телефонов, китайской компании FIH Mobile (дочерняя компания Foxconn) и новообразованной HMD Global за 350 млн долларов. Одновременно с этим на официальном сайте Nokia появилась информация о том, что подразделение Nokia Technologies объявило о заключении стратегического партнёрства с этими двумя компаниями сроком на 10 лет о лицензировании, разработке и продвижении мобильных устройств (включая кнопочные телефоны, смартфоны и планшеты) под брендом Nokia.
26 февраля 2023 года компания Nokia впервые за 60 лет обновила логотип — руководство объяснило это стремлением уйти от ассоциации с мобильными телефонами и перейти в совершенно иную сферу деятельности (технологии для бизнеса). Дизайнеры ушли от классических бело-синих оттенков и теперь используют разную цветовую гамму в зависимости от назначения.
В 2024 г. HMD Global отказывается от бренда Nokia, представляя собственные название, слоган, редизайн соцсетей и начинает самостоятельный выпуск смартфонов, после 7 лет использования бренда Nokia. Первая модель под брендом HMD («Human Mobile Devices») — TA-1585

## Продукция
Сотовые телефоны
Компания выпускает мобильные устройства для всех основных стандартов мобильной связи, включая GSM, CDMA и UMTS.
Прочее
Совместное предприятие Nokia и Siemens — Nokia Siemens Networks — производит оборудование, сервисы и другие решения для построения телекоммуникационных систем.
В 2009 году представила нетбук — Booklet 3G.
В конце 2020 г. Nokia выпустила свой первый ноутбук.
В январе 2018 года генеральный директор компании Раджив Сури рассказал о новом проекте — браслете, который сможет предсказывать рак за несколько месяцев до его появления.

## ПО мобильных устройств

### Операционные системы
Первоначально на телефоны компании устанавливалась Nokia OS, операционная система, специально разработанная для финских мобильных телефонов.
Первые смартфоны N-серии (N70, N90) использовали старую версию мобильной операционной системы Symbian OS 8.1. В дальнейшем Nokia стала использовать Symbian OS 9 во всех смартфонах серии, а в самых новых телефонах — Symbian OS 9 с включёнными улучшающими обновлениями Feature Pack.
В 2010 году вышел Nokia N8 — первый смартфон в линейке, работающий на Symbian³. В мае 2011 года Nokia объявила об обновлении смартфонов на Symbian³ до Symbian Anna, а позднее, в августе 2011 года — до версии прошивки Nokia Belle (изначально Symbian Belle).
Но не все смартфоны N-серии были на операционной системе Symbian. Nokia выпускала смартфоны Nokia N800, N810 и N900 с операционной системой Maemo, основанной на операционной системе Linux. Позднее компания выпустила смартфон Nokia N9, использующий операционную систему MeeGo на основе Linux, использующую наработки Maemo (от Nokia) и Moblin (от Intel).

### Смена платформы
12 августа 2009 года Nokia и Microsoft заключили соглашение о партнёрстве. В рамках соглашения разработчики Nokia и Microsoft приступили к созданию Microsoft Office Mobile и корпоративных инструментов связи для смартфонов Nokia, работающих под управлением операционной системы Symbian. Данные решения были нацелены на широкий круг устройств, начиная с бизнес-смартфонов серии E. В дальнейшем планировалось выпускать новые совместные продукты
11 февраля 2011 года компания объявила о полноценном сотрудничестве с Microsoft, решив использовать для своих мобильных устройств операционную систему Windows Phone. Эта платформа должна была стать главной составляющей стратегии смартфонов Nokia. При этом, согласно неофициальным данным, компания Microsoft заплатила Nokia около 1 млрд долларов за переход на Windows Phone. Также было объявлено, что Nokia не собирается полностью отказываться от уже используемой Symbian и эта операционная система будет использоваться в некоторых моделях её смартфонов. Операционная система MeeGo тоже останется в качестве открытой платформы и продукт на её основе ещё планируется к выпуску. Bing станет основным поисковиком для гаджетов и сервисов Nokia.
Решение перейти на использование в своих мобильных устройствах операционной системы Windows Phone вызвало неоднозначную реакцию как у партнёров компании, так и у служащих финского телефонного гиганта. После заявления об альянсе цены на акции Nokia упали на 14 %, что было самым большим падением с июля 2009 года.
16 мая 2011 года компания сообщила в своём блоге о намерении отказаться от бренда Ovi, объединяющего музыкальный сервис, магазин приложений и многие другие сервисы финской компании, в пользу Nokia Services. По словам компании, после отказа от Ovi Nokia рассчитывает усилить собственный бренд.
26 октября 2011 года состоялась презентация первых телефонов Nokia на базе операционной системы Windows Phone 7 — смартфонов Nokia Lumia 800 и 710, а позднее, в начале 2012 года, — ещё два смартфона из этой серии, Nokia Lumia 900 и 610.
5 сентября 2012 года на презентации Nokia World 2012 были представлены новые устройства на базе Windows Phone 8 — смартфоны Nokia Lumia 920 и 820.
На выставке Mobile World Congress в феврале 2013 года были представлены ещё две модели на базе Windows Phone 8. Это смартфоны Nokia Lumia 720 и Nokia Lumia 520.
В 2013 году начался эксперимент Nokia по смене платформы Asha на Android с дизайном Windows Phone и без сервисов Google, в рамках которого предполагалось выпустить Nokia X, X+, XL вместо Asha в пяти цветах: зелёный, красный, жёлтый, чёрный, синий.
C августа 2014 года Microsoft начала ребрендинг устройств и продуктов Nokia, используемых на Windows Phone. Таким образом, большая часть уникальных приложений Nokia для Nokia Lumia были переименованы в Lumia.
В июле 2016 года появилась информация, что Nokia готовит смартфоны на платформе Android 7.0 Nougat с чипсетом Snapdragon 820.
В 2017 году Nokia выпустила ряд смартфонов на платформе Android 7.0 Nougat и на платформе S40.

## Структура корпорации
Nokia является публичной компанией, акции которой размещены на Франкфуртской и Нью-Йоркской фондовых биржах, а также на фондовой бирже Хельсинки.
Управление компанией делится между акционерами на общем собрании и руководством компании (Nokia Leadership Team). Этот процесс происходит под руководством совета директоров. Председатель и остальные члены руководства компании назначаются советом директоров. Из руководства компании только председатель может также принадлежать и к совету директоров. В совет директоров входят аудиторский комитет, комитет по персоналу и комитет по корпоративному управлению и назначениям.
Деятельность компании регулируется с помощью системы, основанной на финском «Законе о компаниях», уставе компании, принципах корпоративного управления и актах, принятых советом директоров.

### Подразделения
По состоянию на 2016 год в компании имеется два ключевых подразделения:
Nokia Networks (до августа 2013 года носила название Nokia Siemens Networks).
Данное подразделение является крупнейшим в Европе разработчиком, производителем и поставщиком телекоммуникационного оборудования для операторов фиксированной и мобильной связи по всему миру. В мае 2016 года после завершения сделки с Alcatel-Lucent расширила своё присутствие на рынке и стала вторым в Европе (после шведской Ericsson) поставщиком телекоммуникационного оборудования.
Nokia Technologies
Данное подразделение было основано в 2014 году вскоре после продажи мобильного подразделения компании Microsoft. Занимается разработкой прогрессивных технологий и лицензированием бренда Nokia сторонним компаниям. К такой стратегии развития компания пришла ввиду неимения собственных заводов по производству мобильных устройств (по условиям контракта, заводы по производству и сборке перешли в собственность новообразованного мобильного подразделения Microsoft Mobile). Ключевыми на сегодняшний день (2016 год) продуктами компании являются планшет Nokia N1 (разработанный совместно с Foxconn) и камера виртуальной реальности Nokia OZO. Так же, после завершения сделки с французской компанией Withings, последнее становится подразделением по разработке и продвижению в области технологий цифрового здоровья.
Подразделение также контролирует деятельность новообразованной финской компании HMD Global, которая в рамках десятилетнего (по условиям сделки) стратегического партнёрства будет заниматься разработкой дизайна, программного обеспечения, продвижением и производством новых мобильных устройств (телефоны начального уровня, смартфоны и планшеты) под брендом Nokia.

## Собственники и руководство
Nokia (FWB: NOA3, HEX: NOK1V, NYSE: NOK) — крупнейшая по рыночной капитализации финская компания. Её капитализация (19,02 млрд долларов на январь 2012 года) составляла существенную долю (до трети в 2007 году) совокупной рыночной капитализации всех финских компаний, котирующихся на Фондовой бирже Хельсинки — уникальная ситуация для развитой индустриальной страны.
До недавнего времени президентом корпорации являлся Стивен Элоп, перешедший из Microsoft и сменивший Олли-Пекку Калласвуо 21 сентября 2010 года. После объявления о продаже мобильного подразделения Nokia временным главой был назначен Ристо Сииласмаа, до этого занимавший пост председателя совета директоров.
29 апреля 2014 года было объявлено об изменениях: с 1 мая в руководстве компании: генеральным директором был назначен Раджив Сури, возглавлявший с 2009 года подразделение Nokia Solutions and Networks (NSN); Ристо Сииласмаа снова занял пост председателя совета директоров

## Деятельность
Помимо выпуска мобильные устройства для всех основных стандартов мобильной связи, компания производит оборудование, сервисы и другие решения для построения телекоммуникационных систем (совместное предприятие Nokia и Siemens — Nokia Siemens Networks).
Компания также ведёт серьёзную научно-исследовательскую работу: на декабрь 2009 года в исследовательских центрах Nokia, расположенных в 16 странах, были заняты 37 тыс. человек; в подразделении технических исследований Nokia Research Center, основанном в 1986 году, трудится порядка 500 исследователей, инженеров и учёных. Nokia Research Center представлен в семи странах мира: Финляндии, Китае, Индии, Кении, Германии, Швейцарии, Великобритании и США. Также, в 2001 году Nokia основала технологический исследовательский институт Instituto Nokia de Tecnologia в Бразилии.
Компания занимается научно-исследовательскими работами и производством в нескольких странах; в декабре 2010 года центры НИОКР Nokia располагались в 16 странах и насчитывали 36 тысяч сотрудников, то есть 27 % от общего числа сотрудников компании.
Компания владеет девятью производственными фабриками в Финляндии, Бразилии, Румынии, Китае, Венгрии, Индии, Мексике и Южной Корее.
У компании имеется несколько фабрик, расположенных в азиатском регионе. В 2012 году в целях экономии было закрыто производство на фабриках в Финляндии, Венгрии, Румынии, Мексике.
Общая численность персонала Nokia — 113,5 тыс. человек (2012 год).

### Показатели деятельности
В 2007 году компания занимала первое место в мире по поставкам мобильных телефонов.
Выручка компании в 2009 году по МСФО составила 41,0 млрд евро (в 2008 году — 50,7 млрд евро), операционная прибыль — 1,2 млрд евро (5,0 млрд евро), чистая прибыль — 891 млн евро (4,0 млрд евро).
В 2010 году занимала 32 % (в натуральном выражении) мирового рынка мобильных устройств, годом ранее — 34 % (по собственным данным, по оценкам Gartner, доля Nokia уже меньше — 28,9 % в 2010 году и 36,4 % годом ранее). В 2011 году доля в мировом производстве уменьшилась до 31 %.
Убытки компании в четвёртом квартале 2011 года составили 1,07 млрд евро. Из них 1 млрд — средства, списанные на покупку Navteq.
В 2011 году продажи Nokia упали. К примеру, было продано 77,3 млн смартфонов (в 2010 году — 100,3 млн). Падение произошло на фоне роста рынка смартфонов на 60 %. В результате доля Nokia в данном сегменте упала с 29 % до 12 %. Падение продаж зафиксировано и на рынке телефонов: в 2011 году реализовано 417 млн телефонов, тогда как в 2010 году — 452 млн.
Продажи Nokia в последнем квартале 2012 года составили 8 млрд евро против 10 млрд евро 2011 года. Вместе с тем деятельность компании в IV квартале 2012 года снова стала прибыльной после полутора лет убытков.
В январе 2013 года вице-президент Nokia Тимо Ихамуотила признал, что в 2012 году компания не сумела удовлетворить спрос на новейшие модели смартфонов и что компания добивается на отдельных рынках лишь 10 % доли своих смартфонов на основе операционной системы Windows. Также в январе 2013 года было объявлено, что впервые за 20 с лишним лет компания отказалась от выплаты дивидендов.
IV квартал 2023 г. Nokia завершила с 23-процентным падением выручки (до 5,707 млрд евро с 7,449 млрд евро) и чистым убытком на 33 млн евро против 3,15 млрд евро чистой прибыли в последней четверти 2022 г.  За год выручка компании в сфере оборудования для сотовых сетей сократилась на 17 %, в сфере сетевой инфраструктуры — на 26%, в облачном бизнесе компании — на 8 %.

### Nokia в России
1 июня 1989 года было создано совместное с МГТС предприятие «АМТ», занимавшееся в Москве мобильной связью по стандарту MPT 1327, пейджингом и обслуживанием оборудования АТС DX-200. В дальнейшем доля Нокиа была продана МГТС.
Представительство в России — с 2000 года, с 1 января 2008 года генеральный директор Nokia Евразия — Виктор Сайес (нидерл. Victor Saeijs), генеральный директор Nokia Россия (подчинён гендиректору Nokia Евразия) — Габриель Сператти (с 1 июля 2010 года до апреля 2012).
Выручка Nokia в России составила в 2010 году — 1,74 млрд евро (рост на 14,1 % в сравнении с 2009 годом). Россия в 2010 году стала четвёртым по объёму выручки рынком в мире для финской компании.
12 апреля 2022 года производитель телекоммуникационного оборудования Nokia сообщил об уходе с российского рынка в связи со вторжением России на Украину. Ранее Nokia уже приостановила поставки оборудования и перенесла научно-исследовательскую деятельность за пределы страны. В пресс-релизе компания сообщила, что в 2021 году на долю России приходилось менее 2 % чистых продаж, поэтому решение не помешает достижению финансовых планов 2022 года. В августе 2022 года Nokia заявила об окончательном уходе с российского рынка.

### Лицензирование бренда
Компания Nokia Technologies с 2019 года занимается продажей лицензий на использование бренда Nokia сторонними производителями электроники, не ограничиваясь HMD Global. В число партнёров Nokia входят следующие компании:
- Flipkart (Индия) — производство ноутбуков PureBook X и S, умных телевизоров и сопутствующих устройств для индийского рынка;
- OFF Global (Франция) — производство ноутбуков PureBook Lite, Pro и Fold;
- StreamView (Германия) — производство ТВ-приставок и устройств для стриминга видео;
- RichGo (Китай) — производство внешних аккумуляторов, проводов, наушников и других аксессуаров;
- i.safe Mobile (Германия) — производство защищённых смартфонов для работы в опасных условиях.

Партнёры Nokia, как правило, заказывают выпуск брендированных устройств в Китае. Исключение — Flipkart, обеспечивающий производство в Индии в рамках госпрограммы Made in India.

## Достижения
В 2006 году Nokia заняла 20-е место в составленном журналом Fortune в списке самых выдающихся компаний мира. Это был лучший результат среди телекоммуникационных компаний и четвёртый результат среди компаний, находящихся за пределами США.
Стоимость бренда Nokia в 2011 году составила более 25 млрд долларов, заняв 14-е место в рейтинге самых дорогих брендов в 2011 по версии консалтинговой группы Interbrand и медиагруппы BusinessWeek. В категории «Сетевое и другое коммуникационное оборудование» списка «Самых уважаемых компаний мира» по версии журнала Fortune в 2011 году компания Nokia заняла 8-е место.

## Судебные иски
В 2009 году Nokia обвинила компанию Apple в нарушении 10 патентов, которые затрагивают кодирование голосового сигнала, протоколы защищённой передачи данных и ряд других изобретений, использованных в iPhone с момента появления первой версии аппарата.
В итоге компания Apple была признана виновной в нарушении указанных патентов, получив предписание выплатить компенсацию компании Nokia, а также в дальнейшем выплачивать отчисления.
Детали соглашения в подробностях не раскрываются.

## Рингтоны
Рингтон Nokia tune основан на мелодии гитарного произведения Gran Vals, написанного в 1902 году испанским музыкантом Франсиско Таррега. Впервые рингтон появился в 1994 году в серии телефонов Nokia 2110 и изначально носил название музыкального произведения, но получил имя Nokia tune в 1998 году, когда стал прочно ассоциироваться с телефонами Nokia.
Американская инди-рок группа Plain Jane Automobile поместила свои песни «The Village» (в 2006 году), «Stones» и «Close My Eyes» (в 2008 году) на более чем миллион телефонов компании Nokia в качестве стандартного рингтона. Благодаря этому песни стали популярны.